# Cele paisprezece regiuni ale Romei

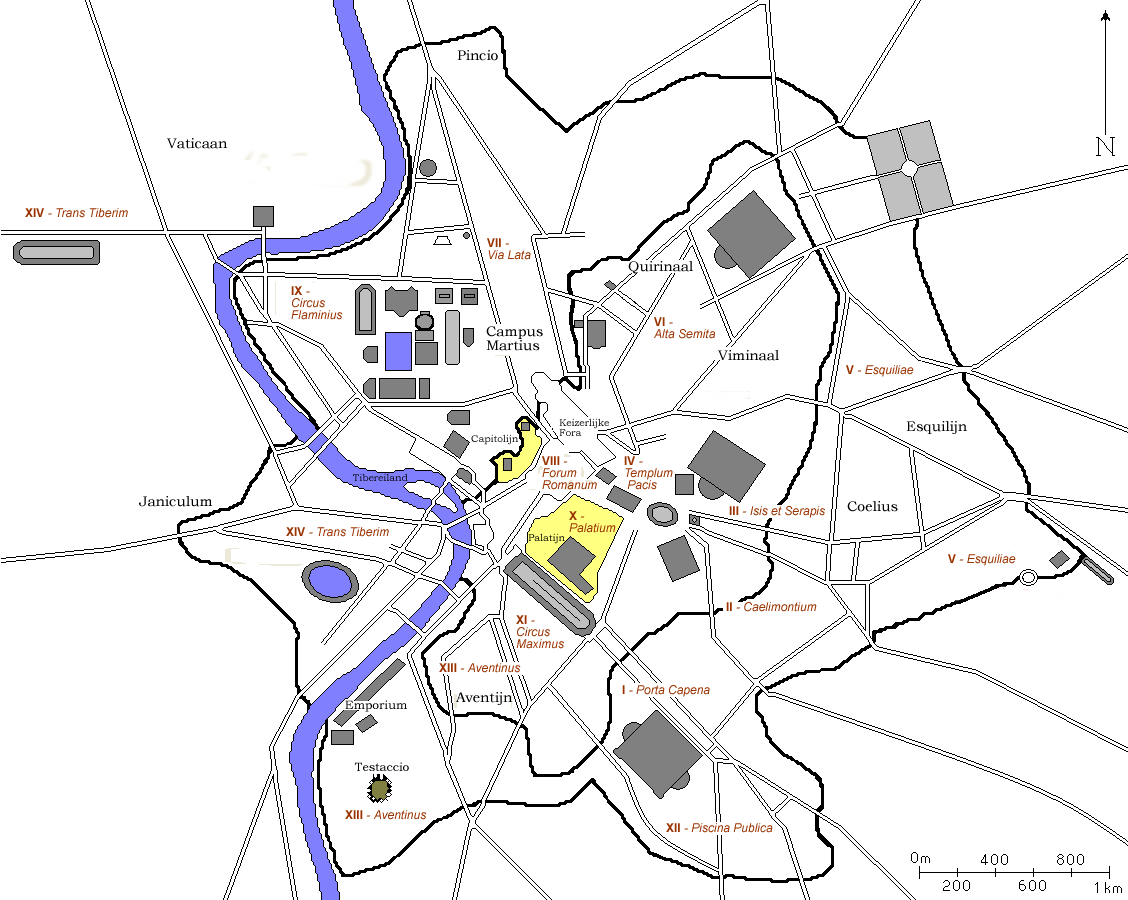
Roma antică și regiunile (cartierele) sale

Cele paisprezece regiuni ale Romei (în latină REGIONES ROMAE ANTIQVAE) au fost create de către împăratul Augustus, în anul 7 î.Hr.. 

## Istoric
La început, aceste regiuni nu purtau decât un număr, dar, încet-încet, ele au primit câte un nume.

## Descriere

### Regio I: Porta Capena

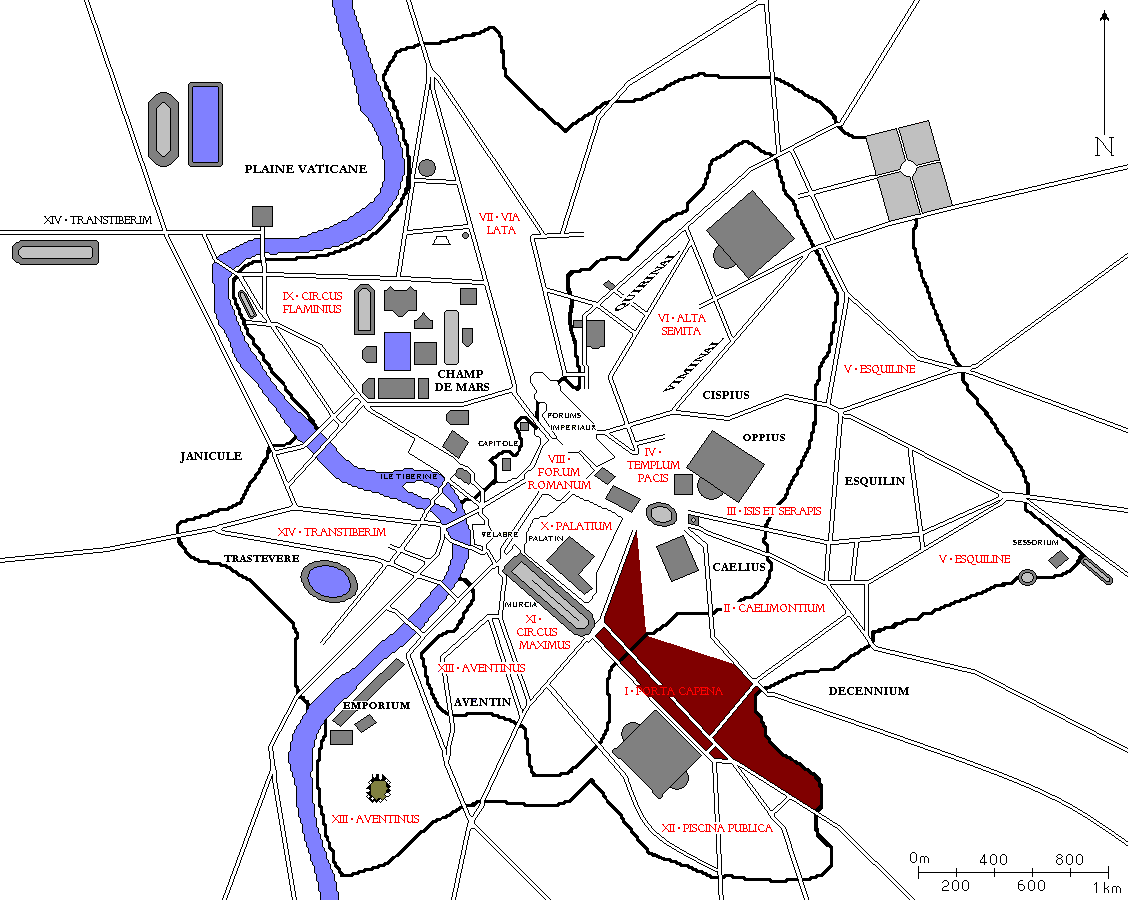
latină : I Porta Capena

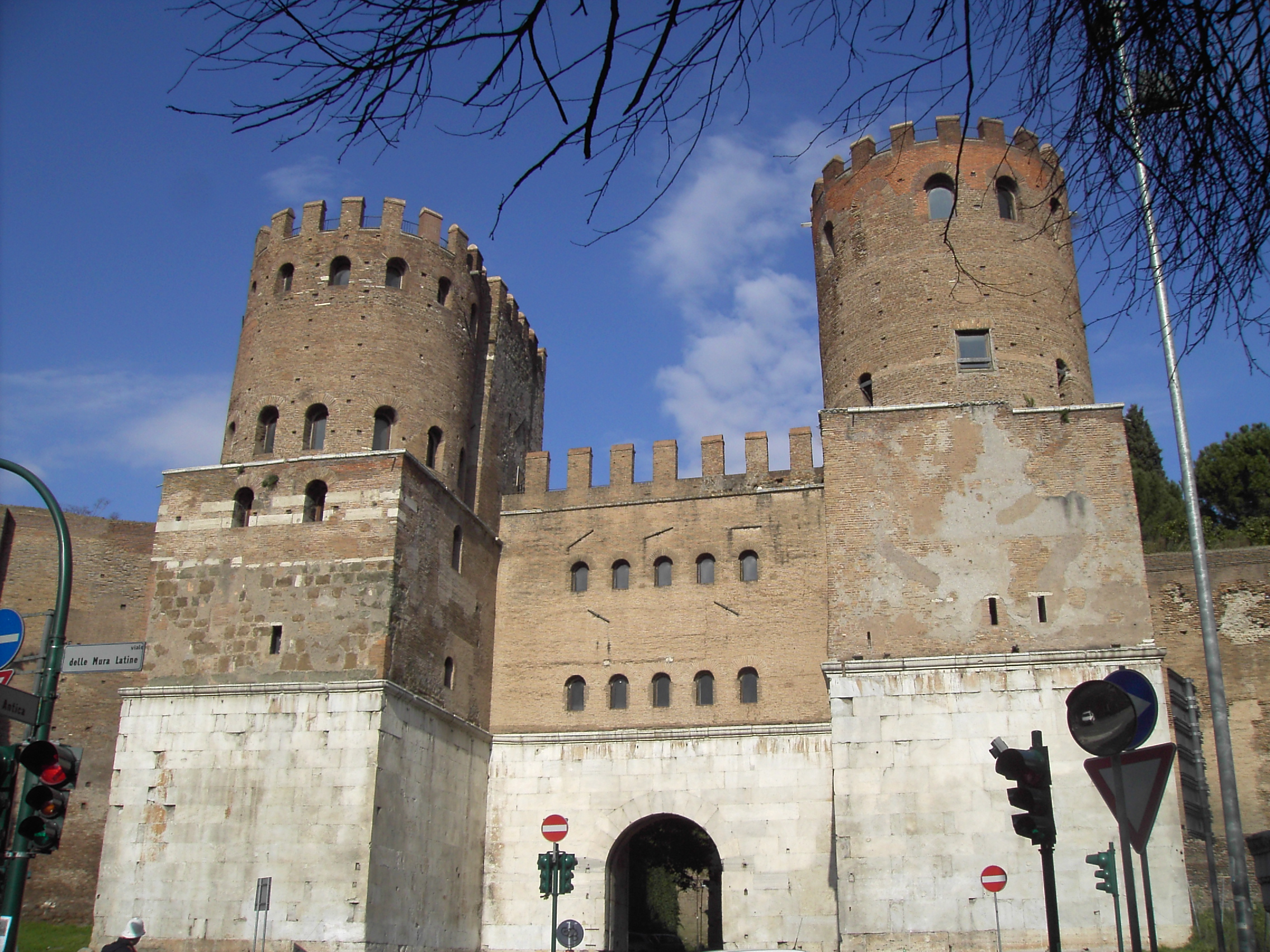
Poarta Appiană a zidului lui Aurelian

Prima regiune a Romei își trage numele de la una dintre porțile zidului servian, Porta Capena, care se află la intrarea în Roma, venind pe Via Appia. Situată la poalele muntelui Caelius, această regiune se întinde de la Colosseum până la zidul lui Aurelian, între Via Appia și Caelius.
În nord, se află regiunea II - Monte Caelis, la vest regiunea X - Palatium, iar la sud, a XII Piscina Publica.

### Regio II: Caelimontium

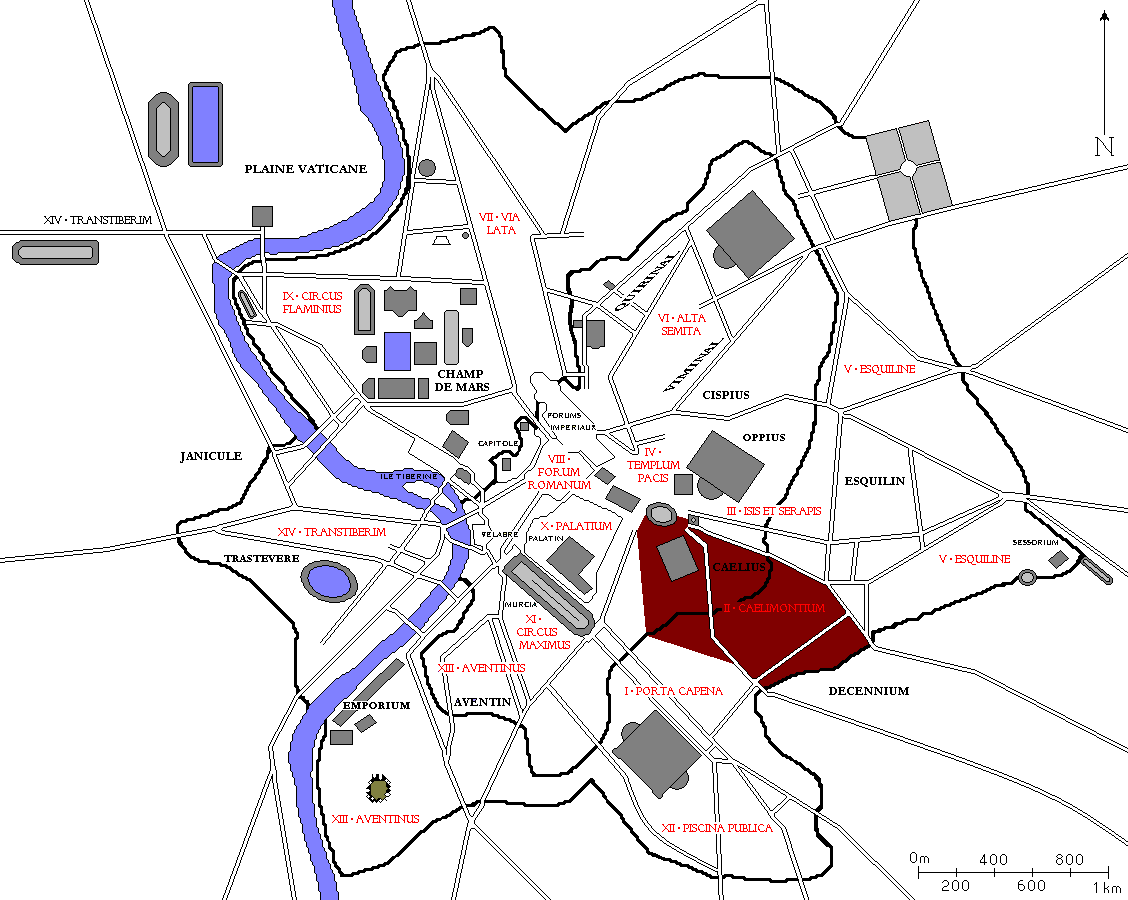
latină : II Caelimontium

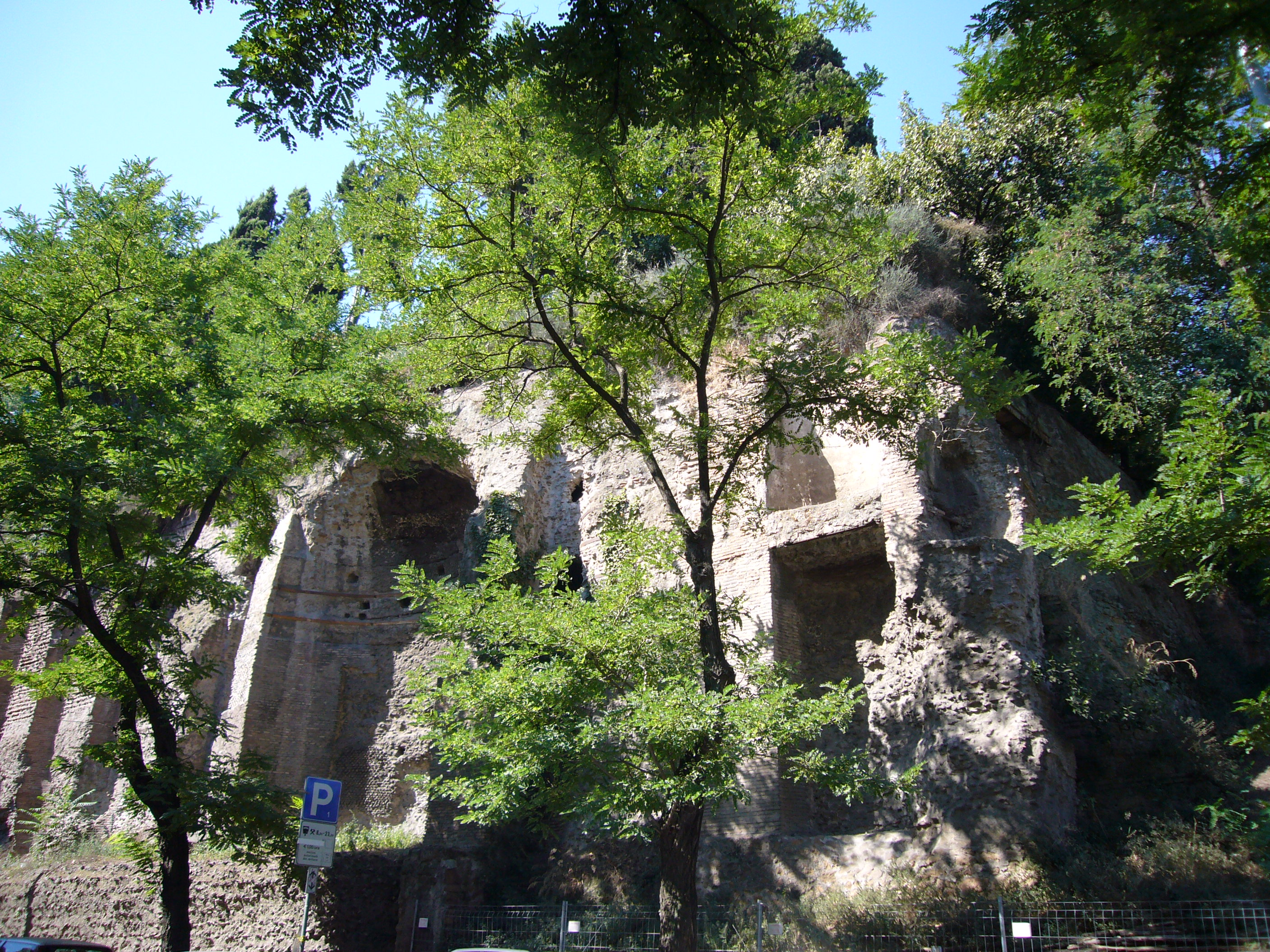
Substructrucţiile Templului Divinului Claudius

Această regiune corespunde exact colinei Caelius, și se întinde de la Colosseum până la Esquiliae.
Este, prin urmare, cuprinsă între regiunea I - Porta Capena la sud și la est, și III - Isis et Serapis și V - Esquiliae, la nord.
Templul Divinului Claudius, Piața lui Nero, cât și vecinătățile Colosseumului aparțin acestei regiuni.

### Regio III: Isis et Serapis

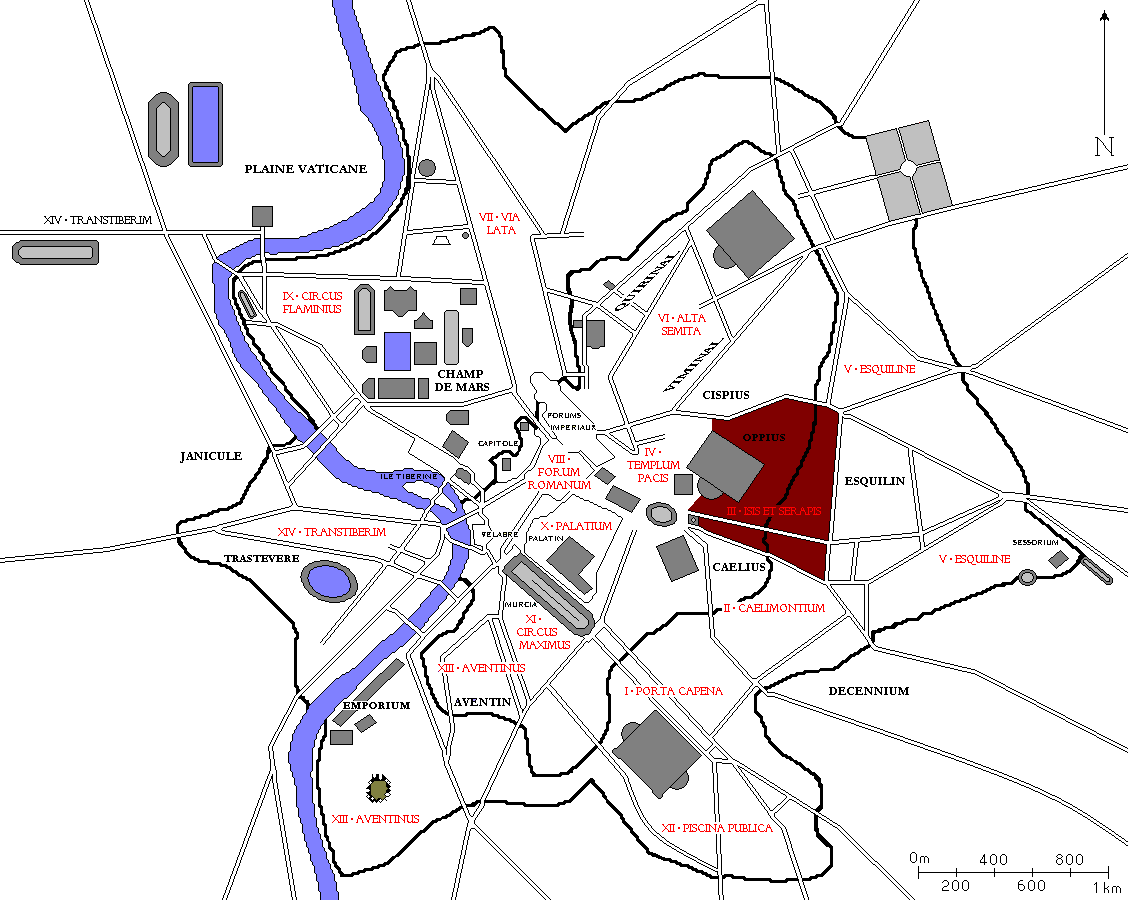
latină : III Isis et Serapis

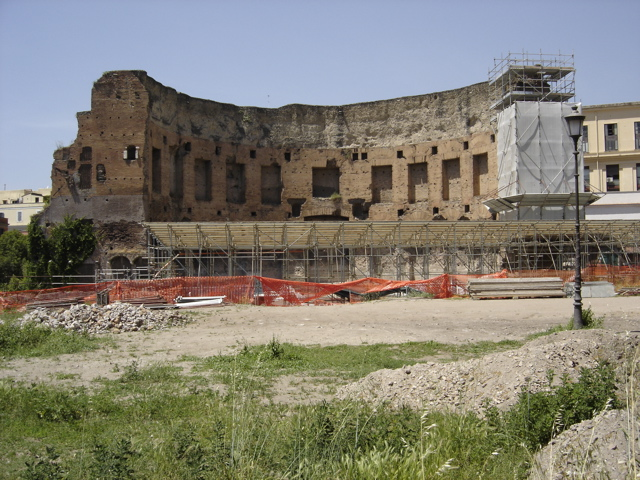
Termele lui Traian

Își ia numele de la sanctuarul lui Isis și Serapis. Se situeză între Caelius la sud, Esquiliae la est, Colosseumul la vest, și Cispius la nord. Oppius, cât și Termele lui Traian, aparțin acestei regiuni. 
Astfel, la sud de situează regiunea II - Caelimontium, la est IIII - Templum Pacis, la nord VI - Alta Semita și în sfârșit la est, V - Esquiliae.

### Regio IIII (IV[7]): Templum Pacis

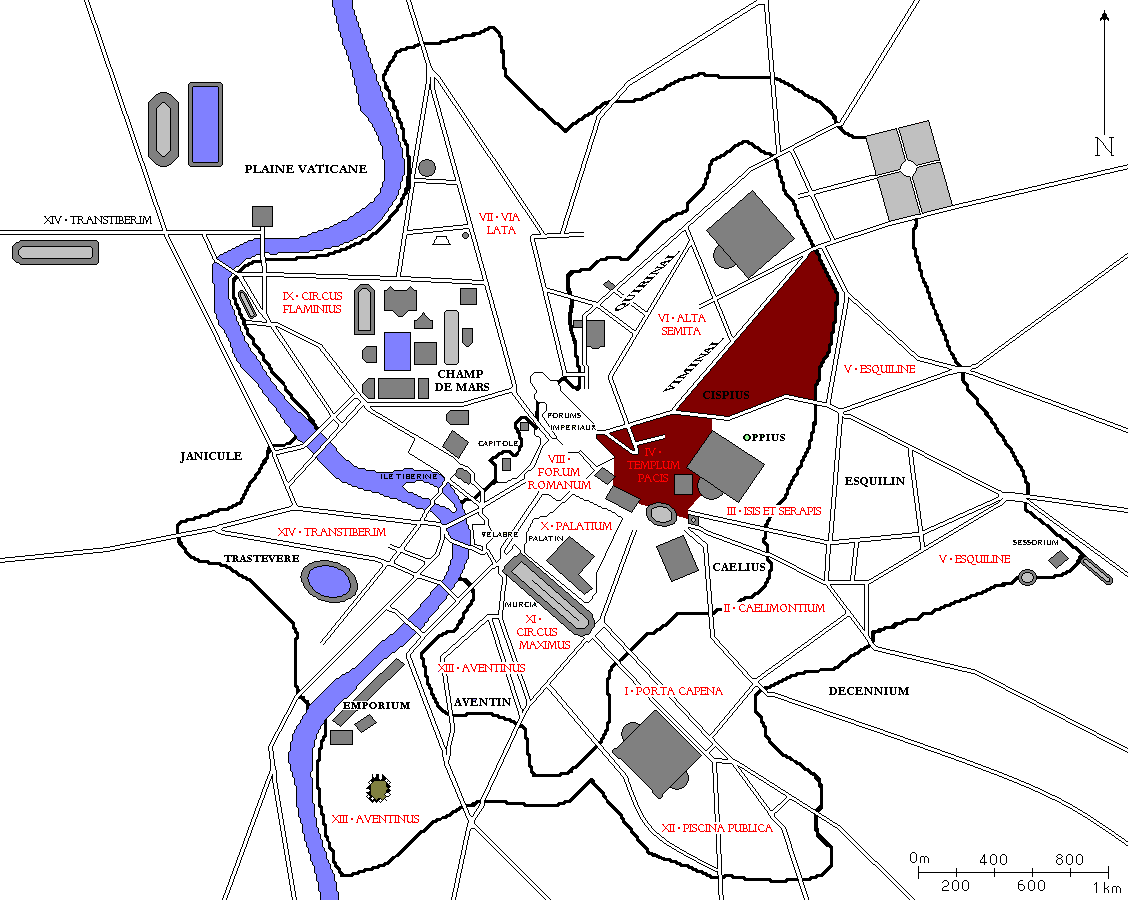
latină : IIII Templum Pacis

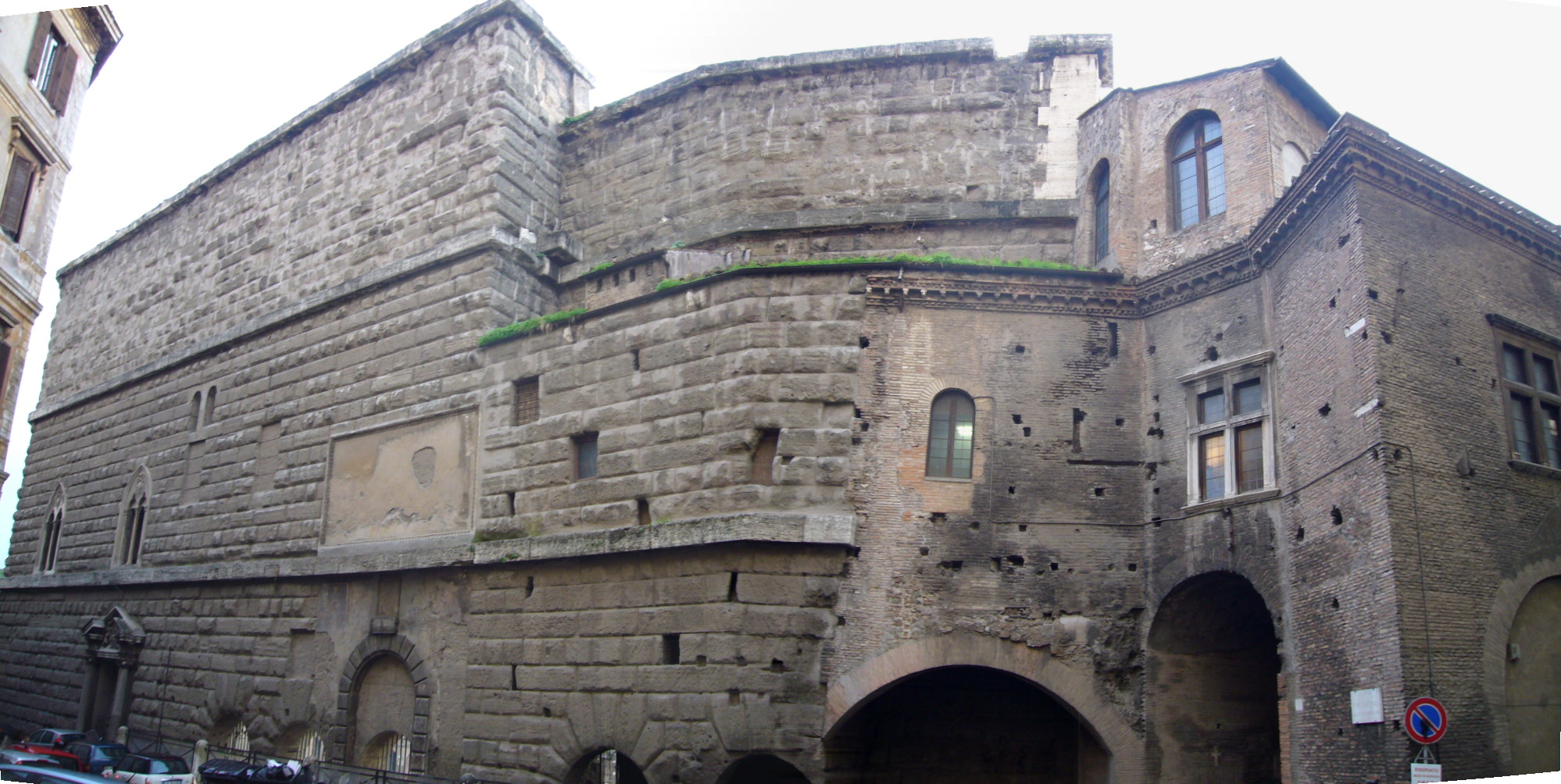
Zid care separă Subura de Forurile Imperiale

Această regiune își trage denumirea de la templul construit în estul acestei regiuni de către Vespasian, Templul Păcii, în extremitatea estică a Forurilor Imperiale. Include zona dintre Viminal și Esquiliae, cât și regiunea Subura și o parte din Velia.
Termele lui Titus se află în această regiune.
Regiunea este cuprinsă între regiunea VI - Alta Semita la vest și la nord, VIII - Forum Romanum, X - Palatium și II - Caelimontium la sud, și, în sfârșit, III - Isis et Serapis și V - Esquiliae, la est.

### Regio V: Esquiliae

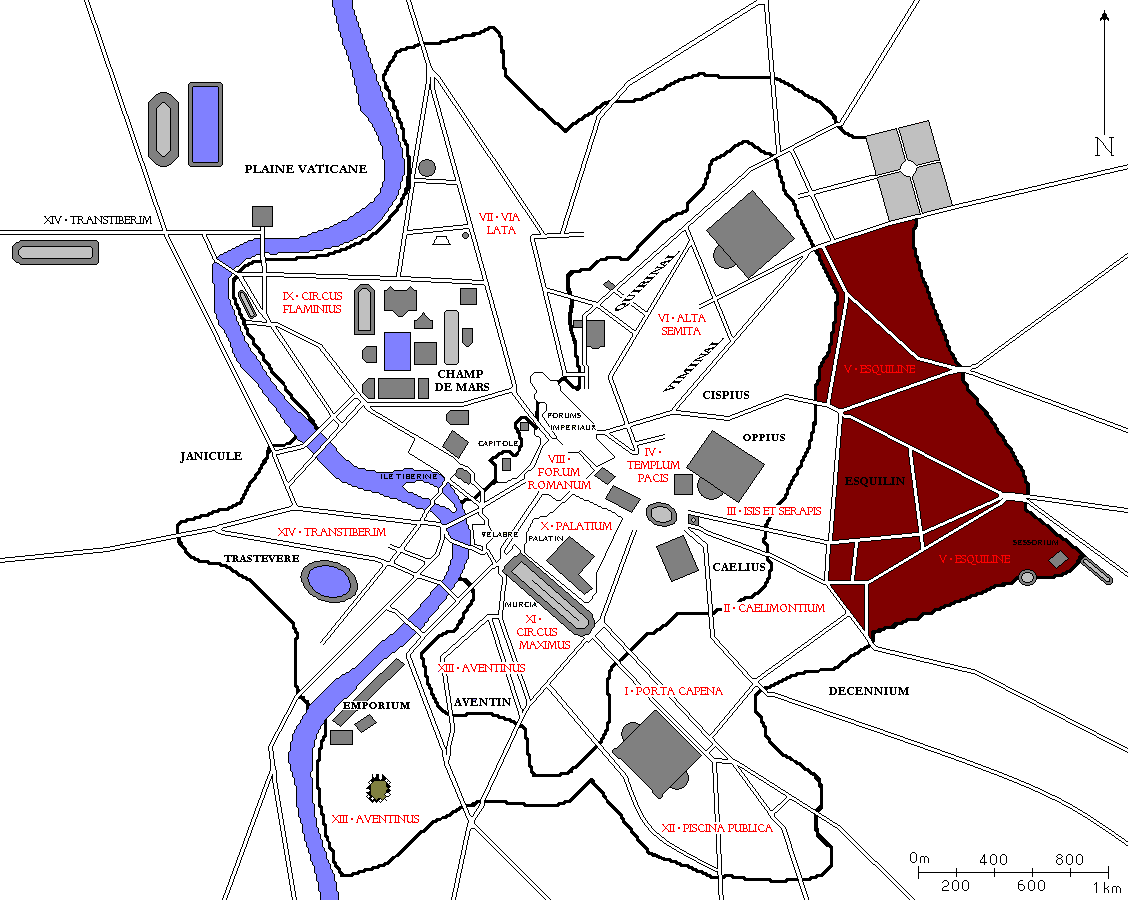
latină : V Esquiliae

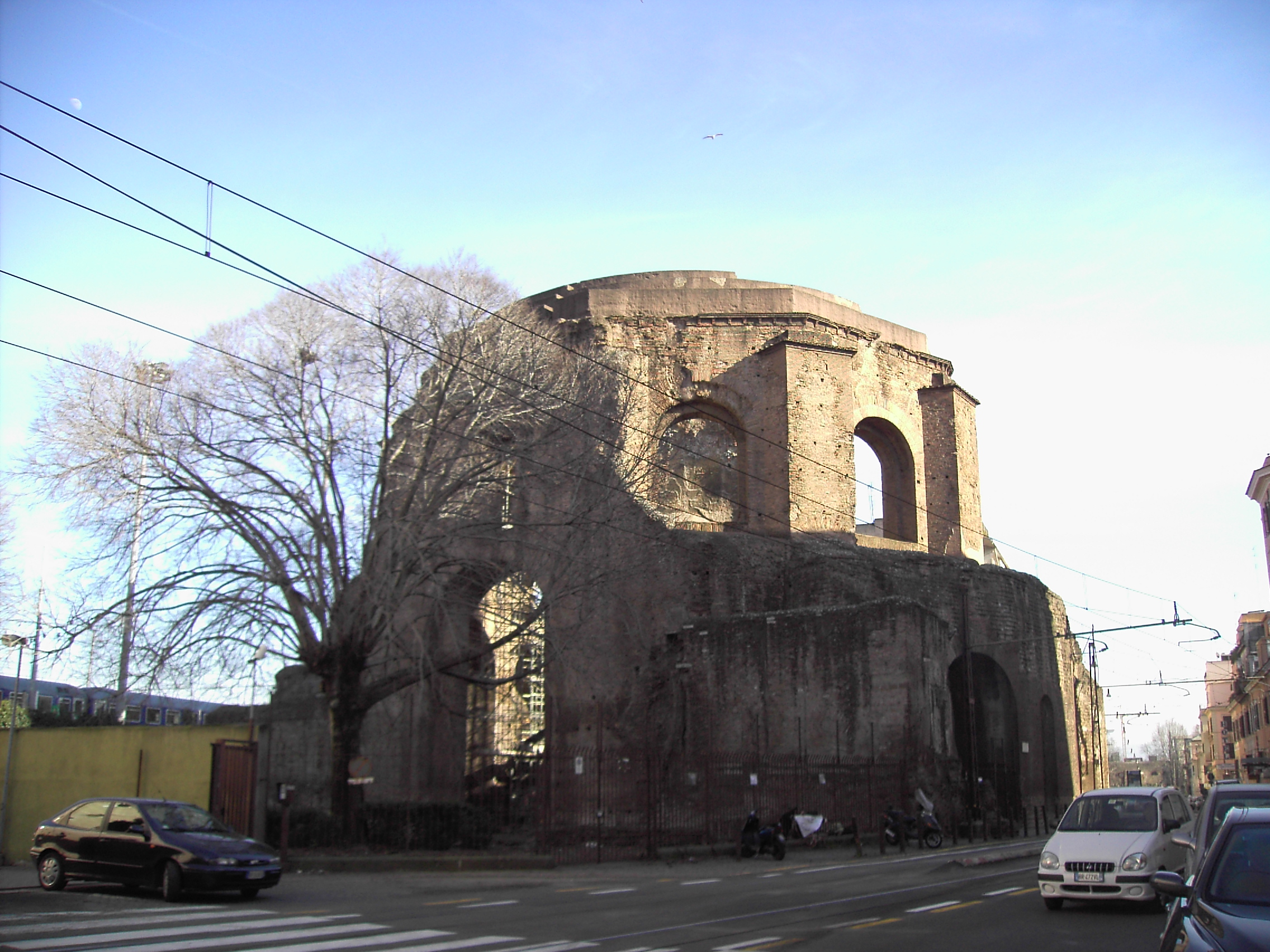
Templul Minervei Medica

Această regiune și-a luat numele de la colina pe care se întinde: Esquiliae. Situată în întregime în afara zidului servian, ea include Sessorium, întinzându-se până la zidul lui Aurelian.
Se învecinează cu regiunea V - Alta Semita la nord, IIII - Templum Pacis la vest, și II - Caelimontium la sud.
O mulțime de grădini ale Romei sunt incluse în această regiune, cât și amfiteatrul Castrense și Palatul Sessorium.

### Regio VI: Alta Semita

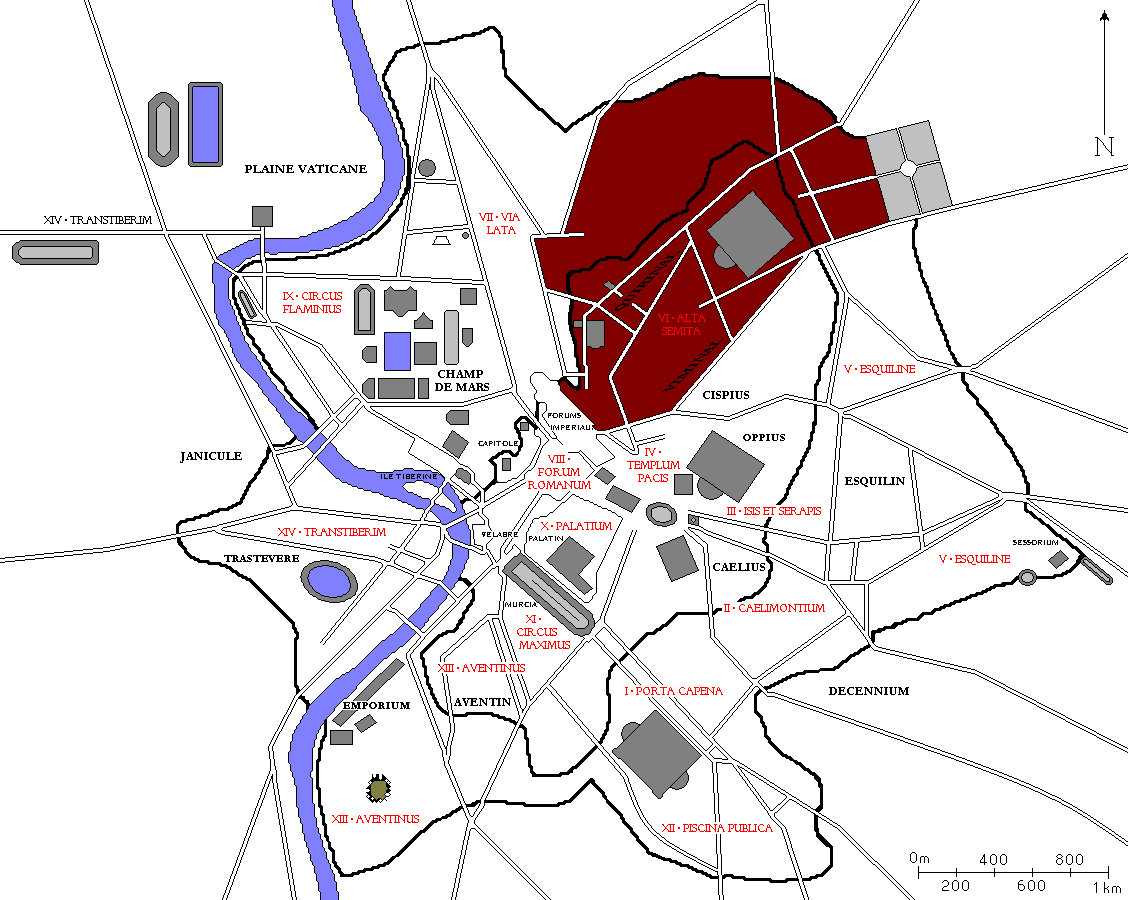
latină : VI Alta Semita

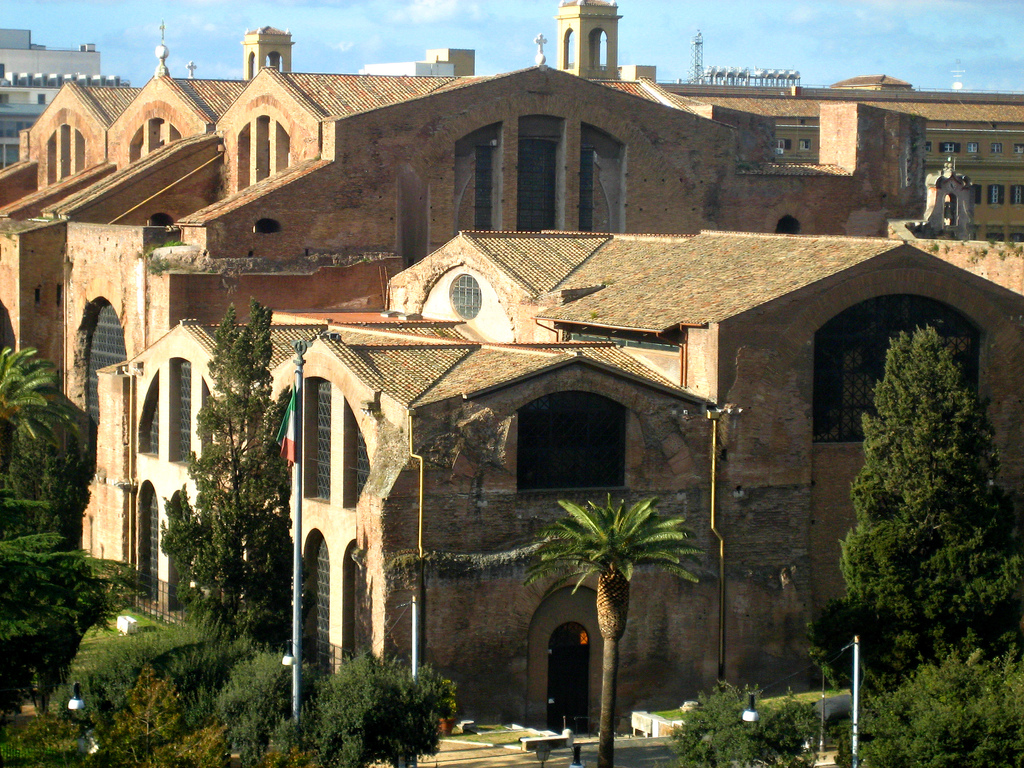
Termele lui Dioclețian

Denumirea acestei regiuni derivă de la o cale care urca pe Quirinal, pe care îl include, cât și Viminal până la cazarma Gărzii Pretoriene.
Era cuprinsă între IIII - Templum Pacis la est și la sud, VII - Via Lata la vest și VIII - Forum Romanum la sud.
Termele lui Constantin cât și Termele lui Dioclețian sunt incluse în această regiune.

### Regio VII: Via Lata

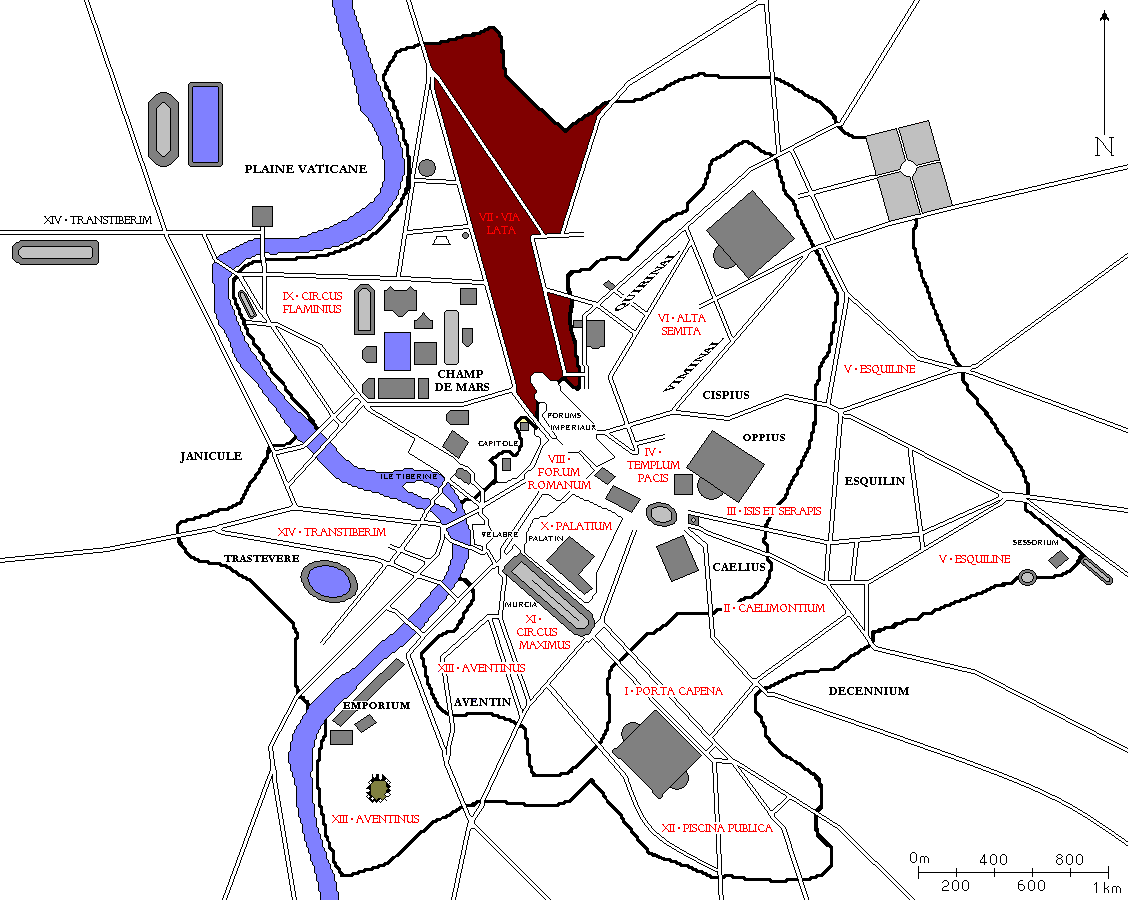
latină : VII Via Lata

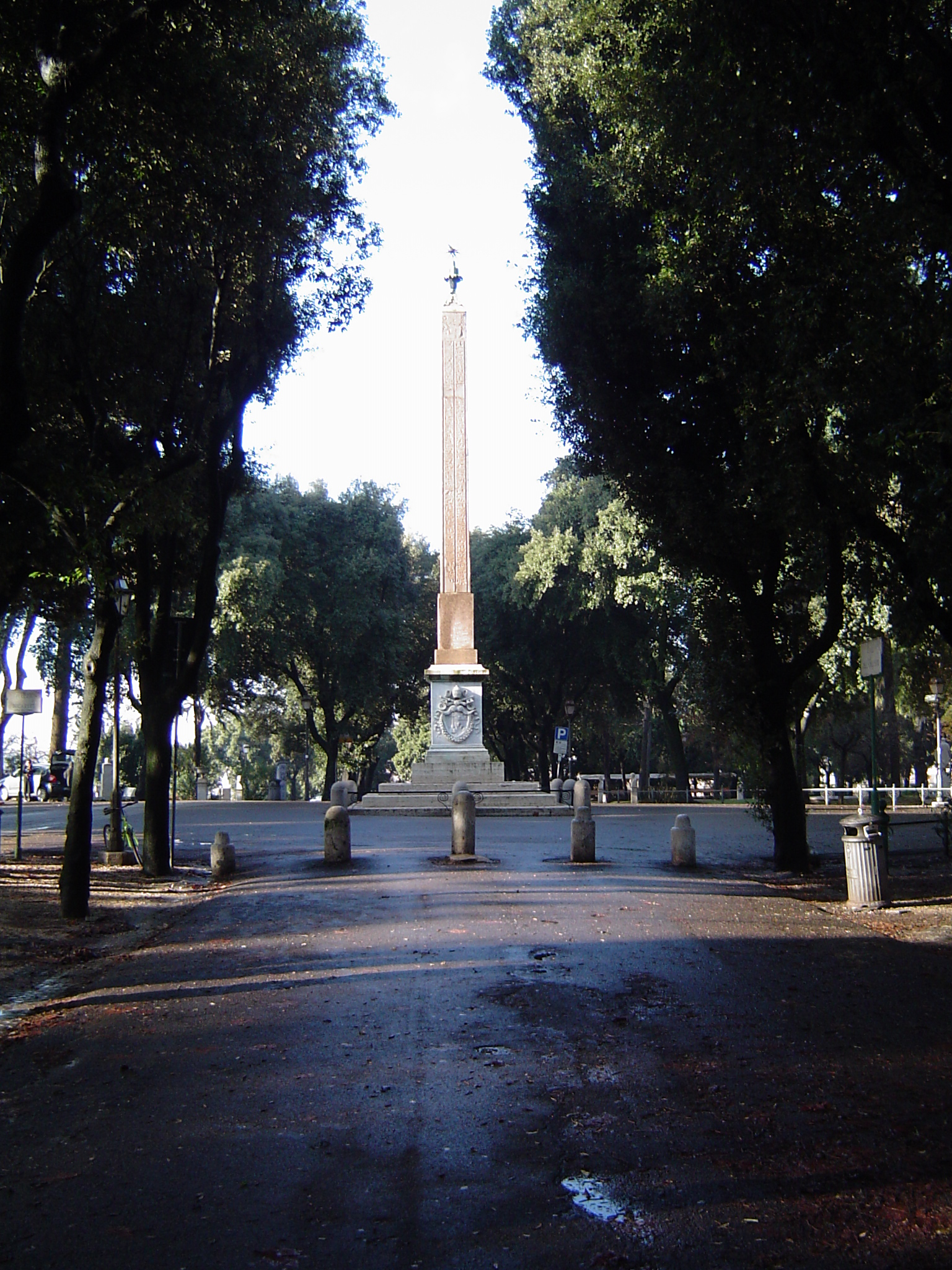
Obeliscul lui Pincio

Această regiune poartă numele unei devieri a Via Flaminia, Via Lata (în română Calea lată, calea largă); se întinde de la Zidul lui Aurelian până la zidul servian, între Quirinal și Câmpul lui Marte, și de la Pincio la Forurile Imperiale.
Se situează astfel la vest de regiunea VI - Alta Semita și la est de VIIII - Circus Flaminius, iar la sud-vest  cuVIII - Forum Romanum.

### Regio VIII: Forum Romanum

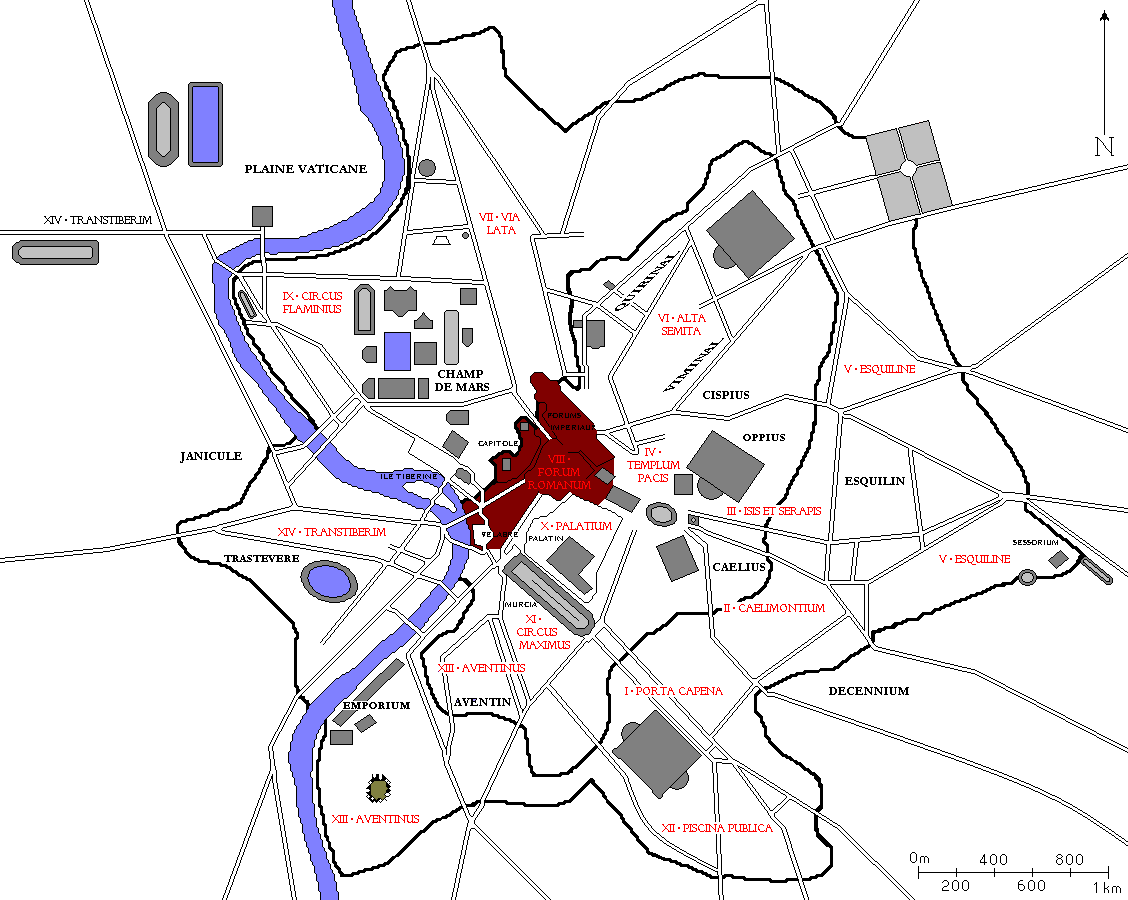
latină : VIII Forum Romanum

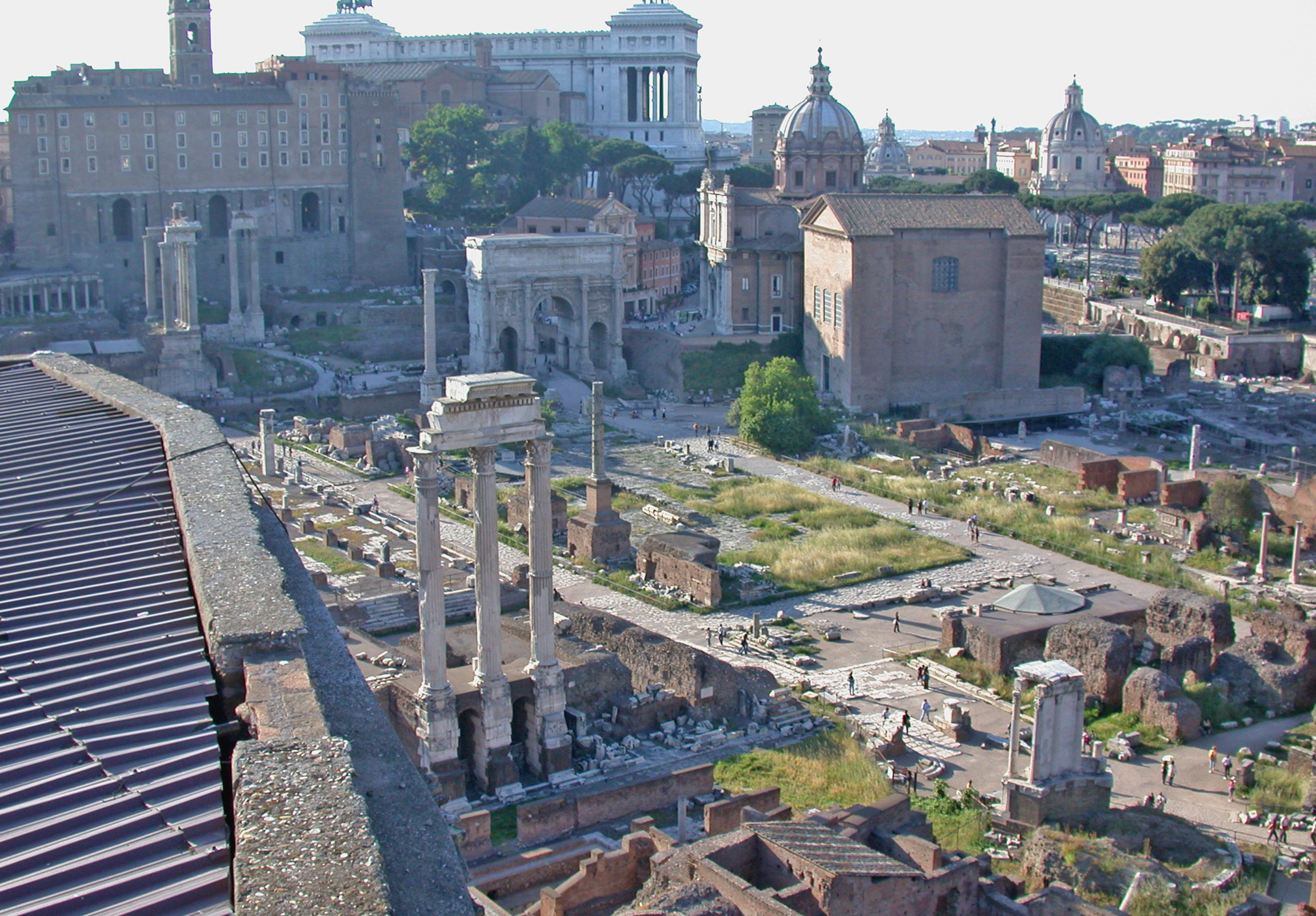
Forum Romanum

Este regiunea centrală a Romei. Cuprinde Capitoliul, valea situată între acesta și Mons Palatium, o parte din Velabra, ca și, bine înțeles, Forum Romanum și Forurile Imperiale, până la Templul lui Venus și al Romei, adică partea occidentală din Velia.
Este cuprinsă, deci, între regiunea VI – Alta Semita și VII – Via Lata la nord, IIII – Templum Pacis la est, X – Palatium la sud și VIIII – Circus Flaminius la vest.
Este centrul istoric, politic, administrativ și religios al Romei, cu Templul lui Iupiter Capitolinul și Templul Iunonei Moneta, Tabularium, Forurile Imperiale cu basilica lui Traian, Curia, Templul lui Venus și al Romei, Regia și Casa Vestalelor, cât și templul lui Saturn, templul Dioscurilor, templul Concordiei, basilica Aemilia, basilica Iulia, basilica lui Maxențiu și Constantin.

### Regio VIIII (IX[7]): Circus Flaminius

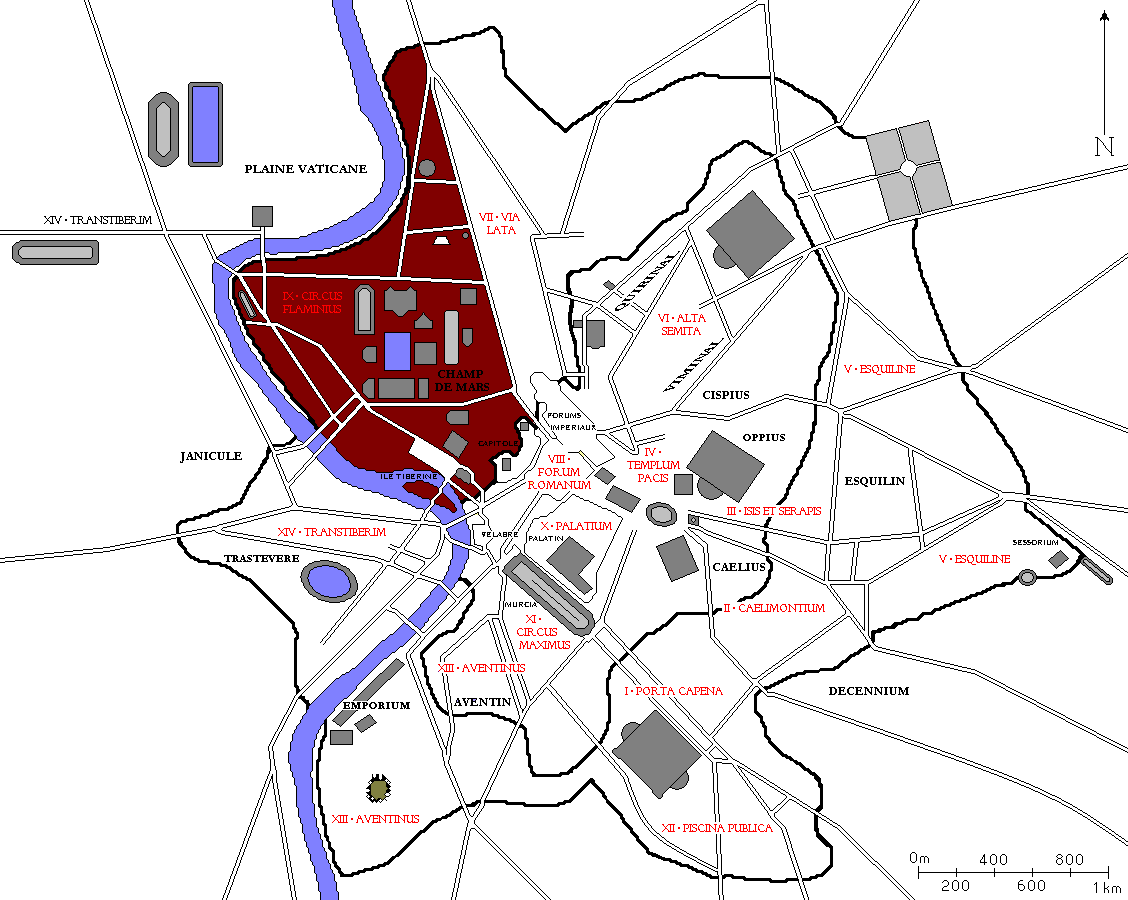
latină : IX Circus Flaminius

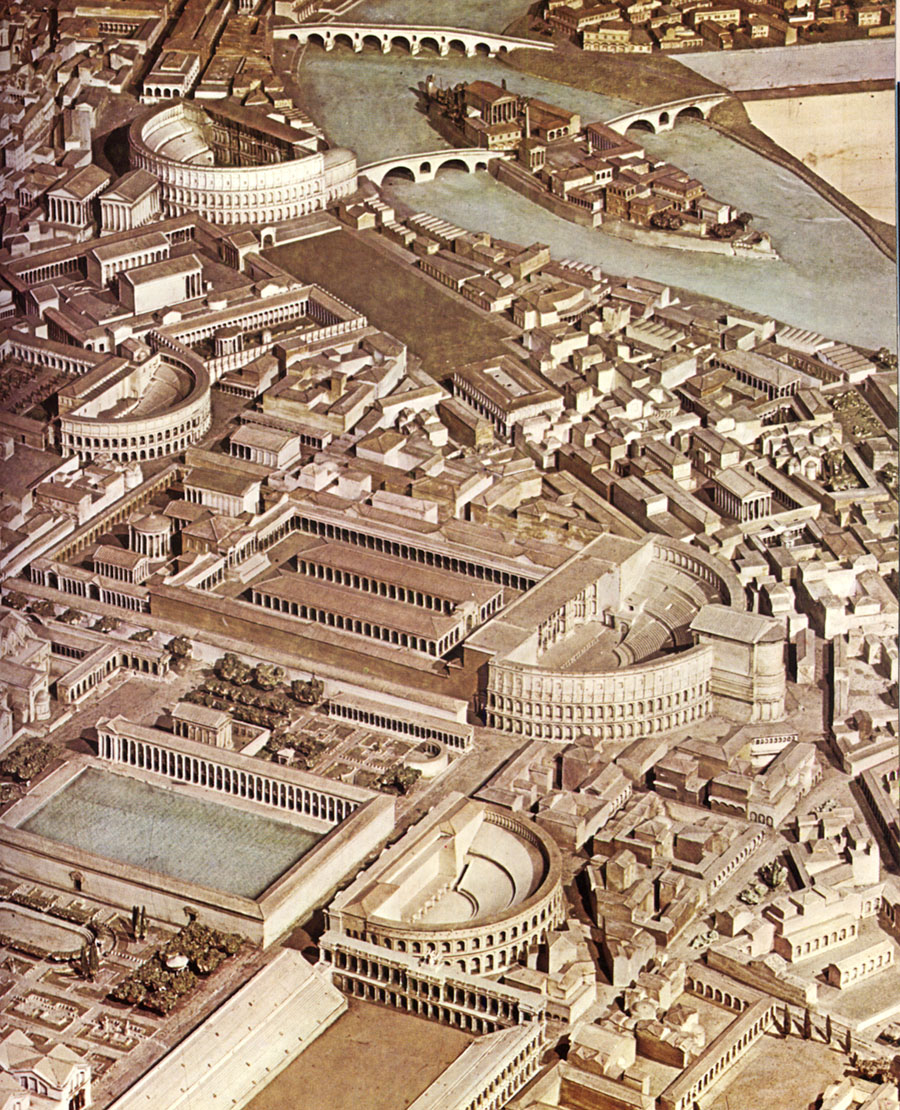
Câmpul lui Marte

Numele acestei regiuni derivă de la cel al unui câmp de curse situat în sudul Câmpului lui Marte, Circus Flaminius. Regiunea se întinde pe întregul Câmp al lui Marte, de la Tibru până la Capitoliu și la Via Lata, cuprinzând și insula Tiberină.
Este, prin urmare, delimitată de regiunea VI – Alta Semita și VIII – Forum Romanum la est, și de Tibru.
Panteonul din Roma, teatrul lui Marcellus și teatrul lui Pompei, termele lui Agrippa, cât și Mausoleul lui Augustus se află în această regiune romană.

### Regio X: Palatium

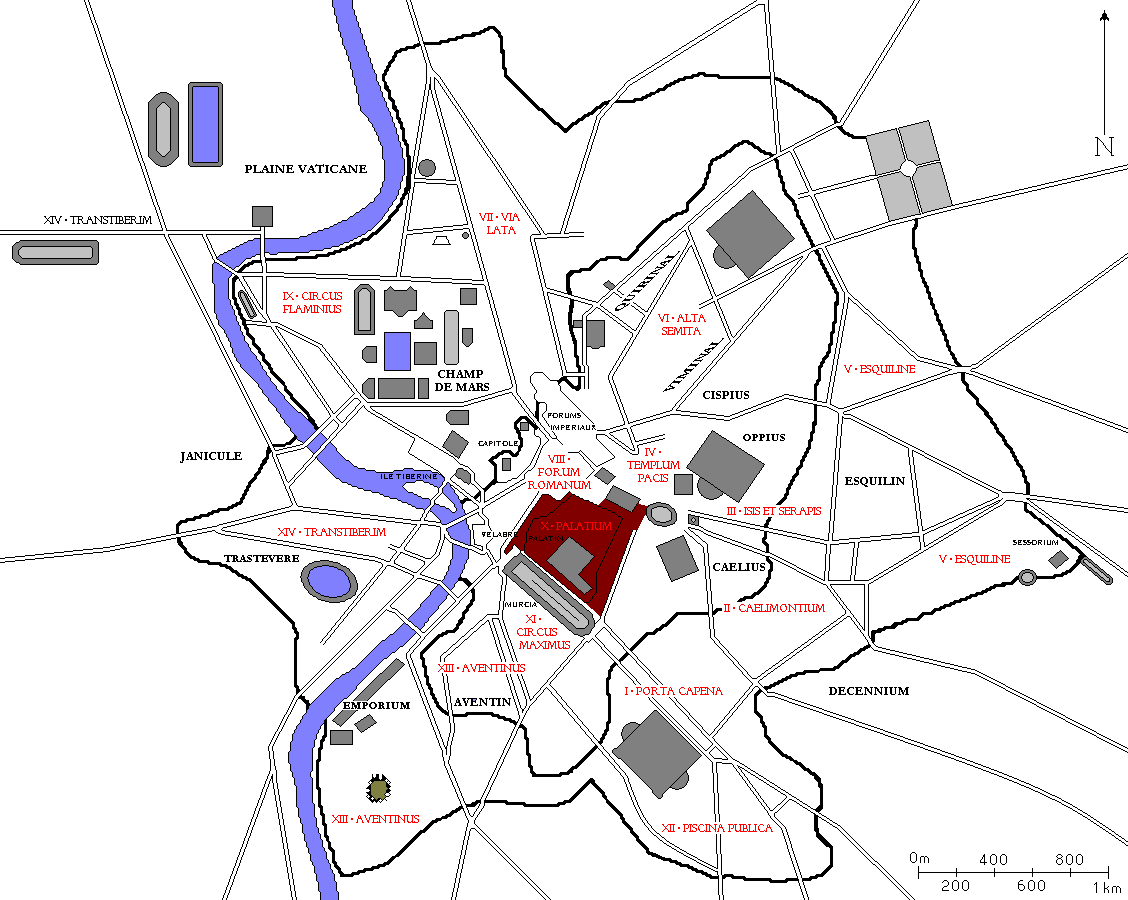
latină : X Palatium

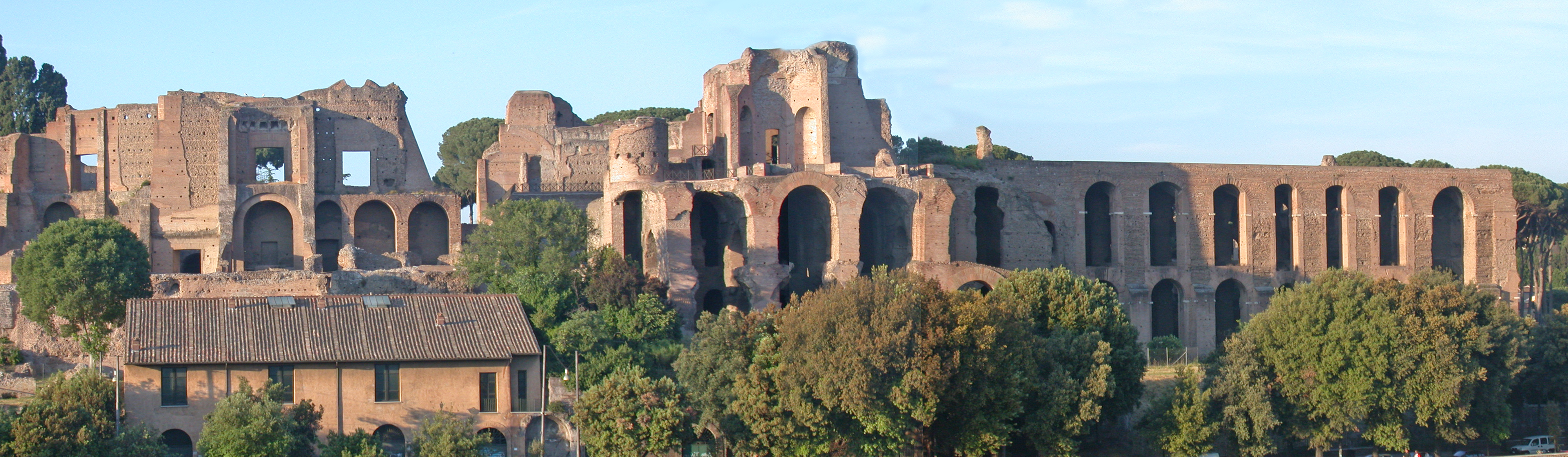
Domus Augustana

Această regiune își trage denumirea de la colina pe care o cuprinde: Palatinum mons sau Palatium.
Este situată între regiunea VIII - Forum Romanum la nord-vest, I - Porta Capena la est și XI -Circus Maximus la sud 
Include, prin urmare, întregul complex imperial al Domus Augustana cu stadionul Palatin și Templul lui Apollo.

### Regio XI: Circus Maximus

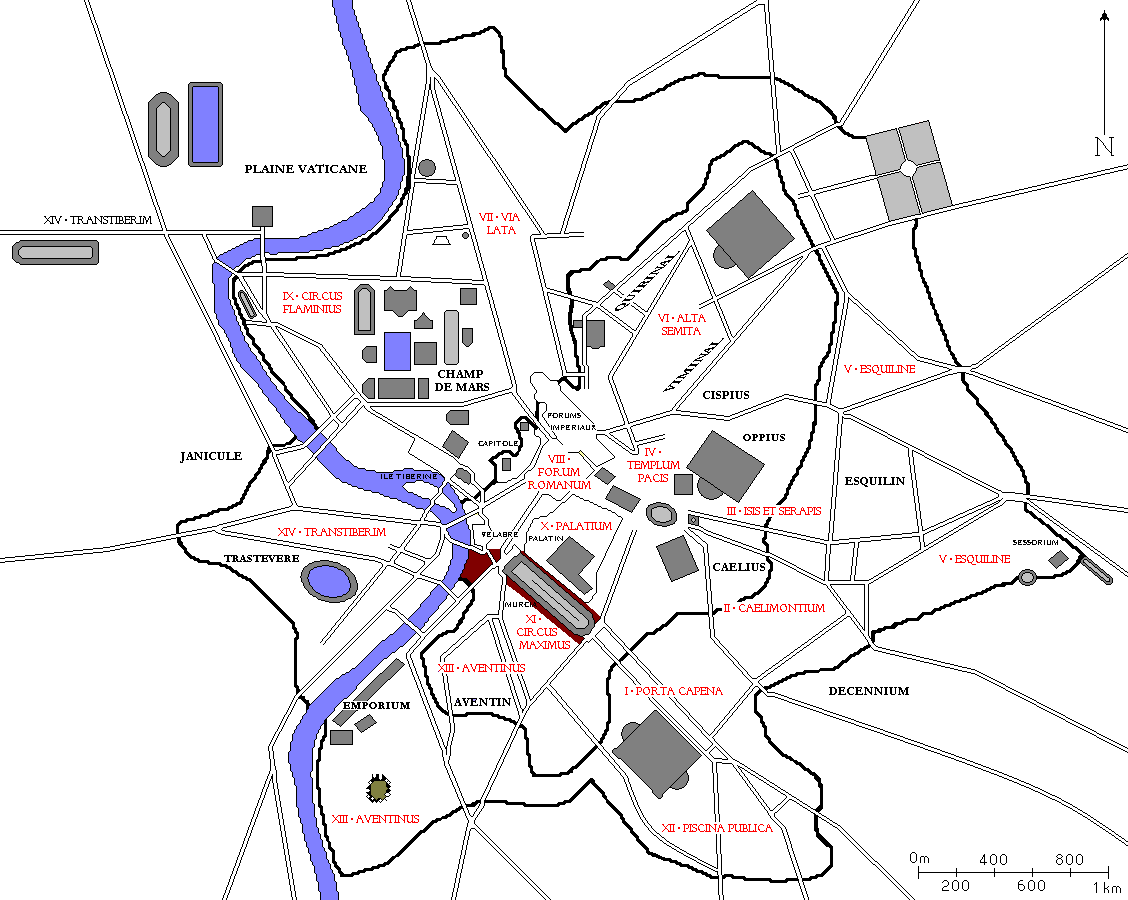
latină : XI Circus Maximus

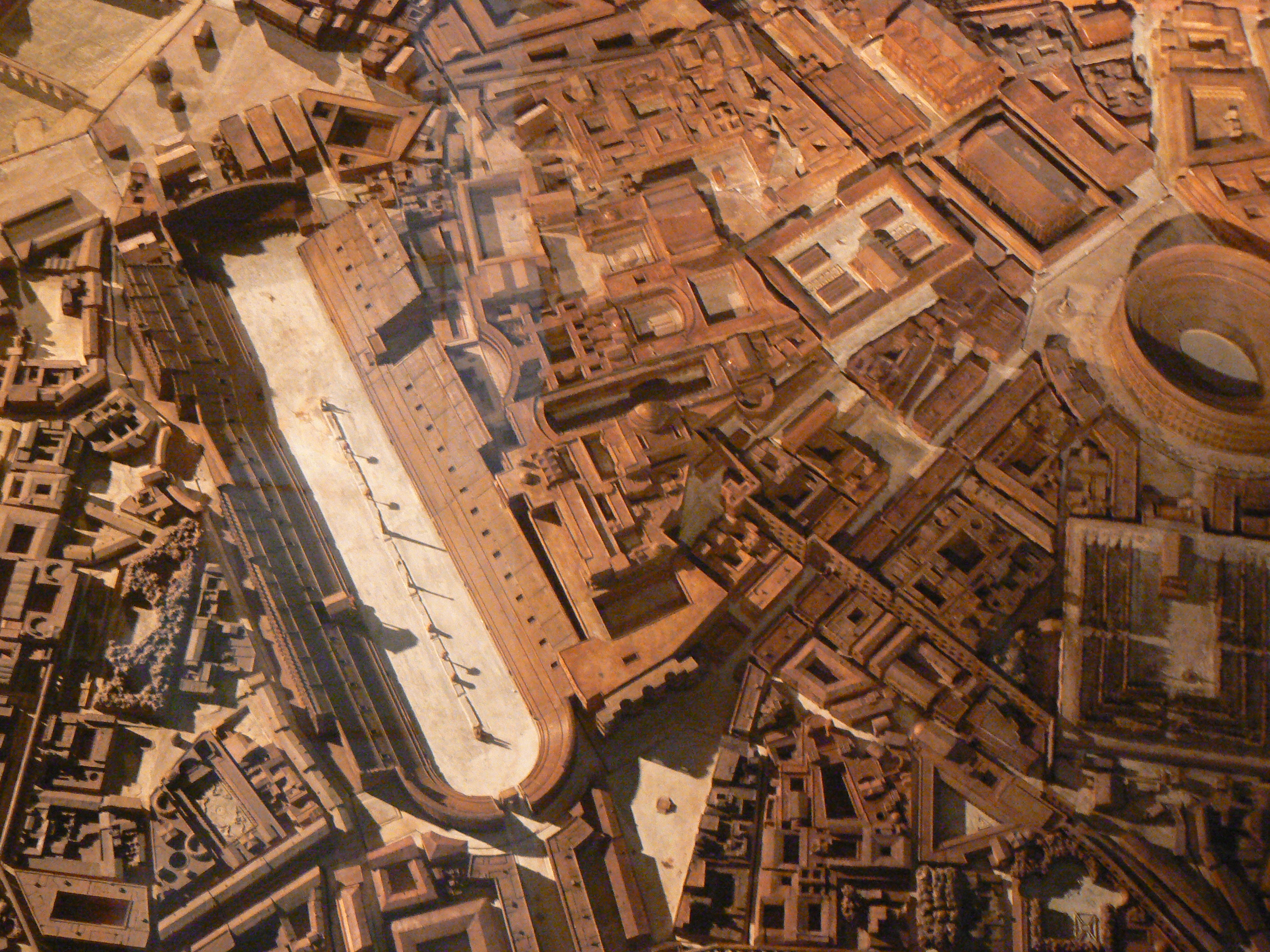
Circus Maximus

Această regiune romană își ia numele de la Circus Maximus, și se întinde de-a lungul văii Murcia, până la Velabra, cuprinzând Forum Boarium și extremitatea Podului Sublicius.
Este cuprinsă între Aventin și Palatium, adică între regiunile X - Palatium și XIII - Aventin.
Include, deci, doar Circus Maximus și Forum Boarium. 

### Regio XII: Piscina Publica

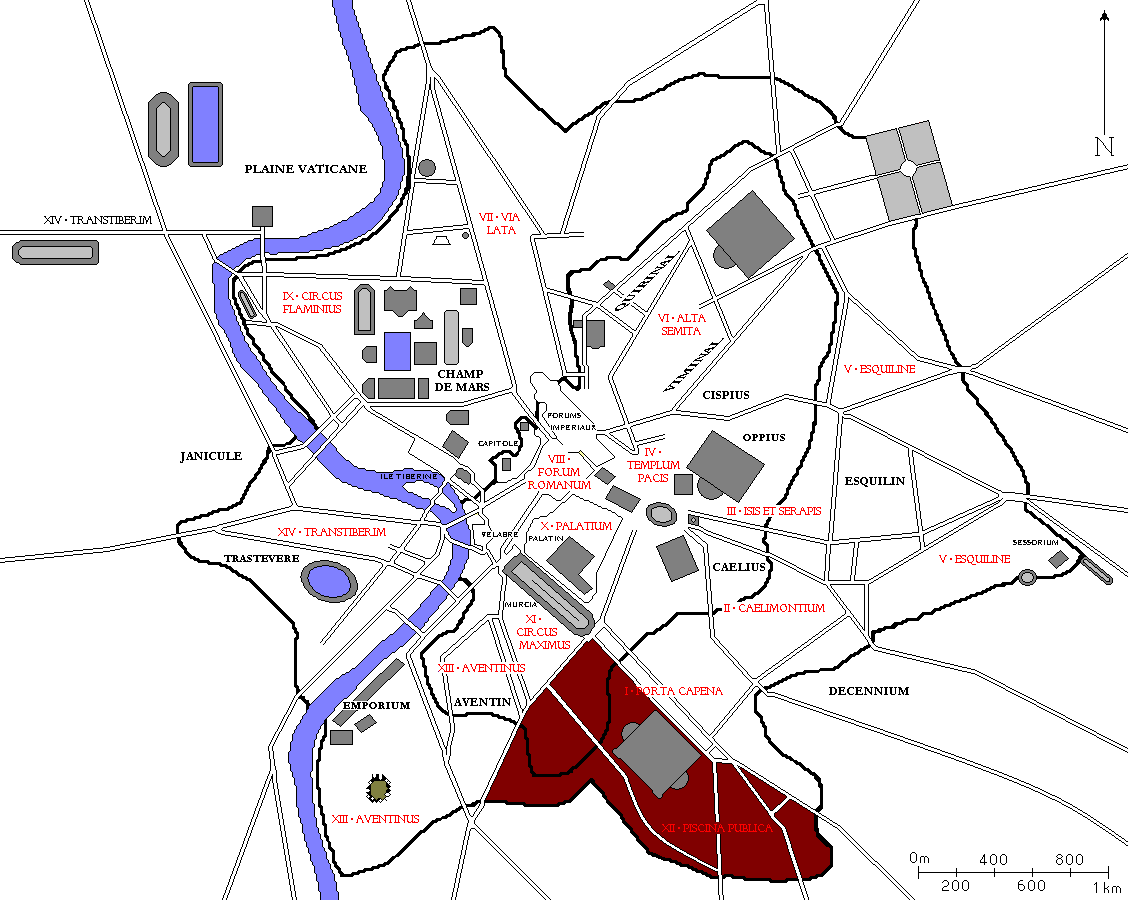
latină : XII Piscina Publica

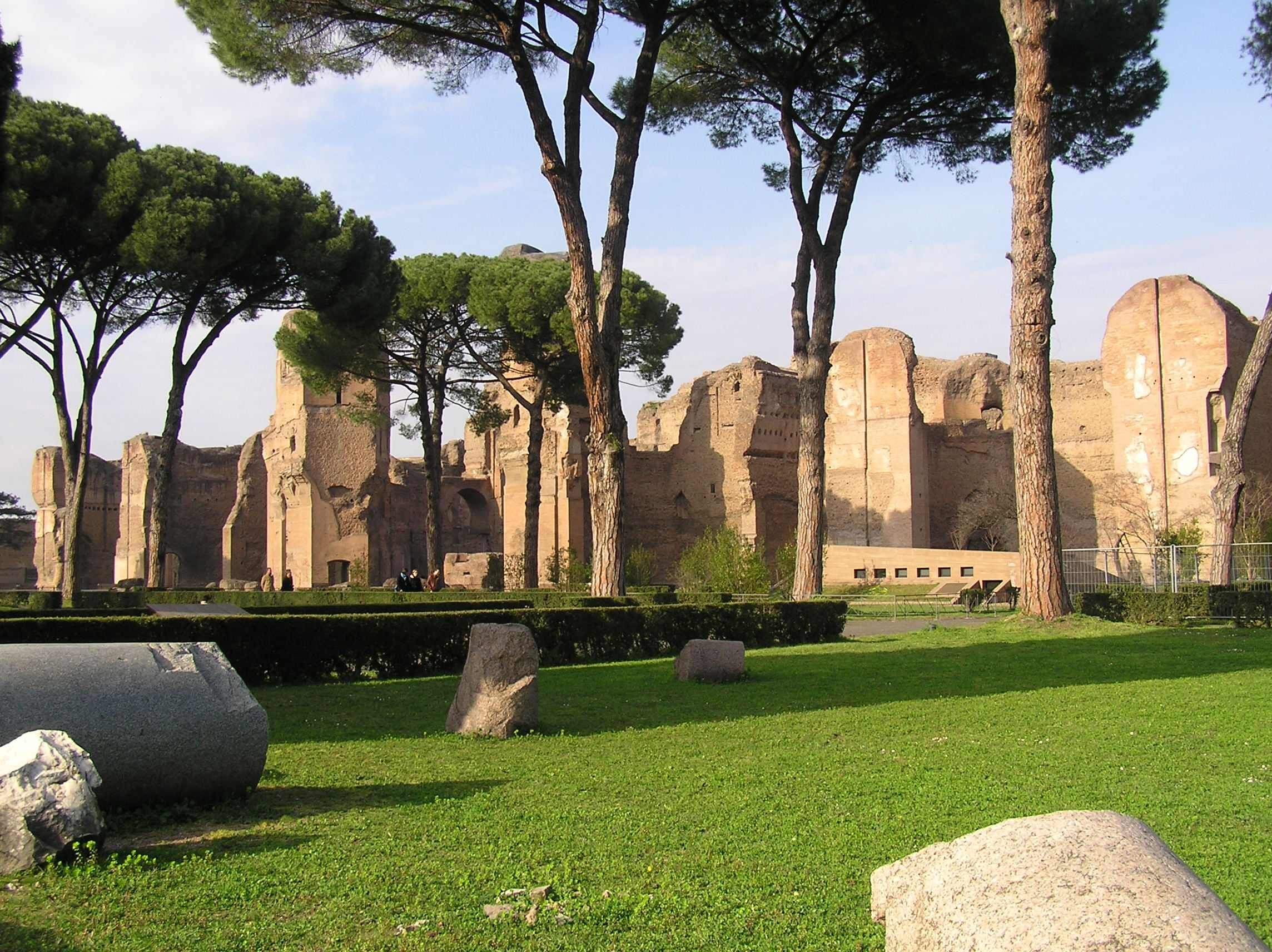
Termele lui Caracalla

Această regiune romană își trage numele de la un monument care a dispărut în timpul Imperiului. Se situează între Via Appia la nord, Aventin la vest, și zidul lui Aurelian la sud și la est.
Se situează, deci, între regiunile XIII - Aventin la est și I Porta Capena la nord.
Termele lui Caracalla sunt chiar în mijlocul acestei regiuni, precum și termele lui Commodus și termele lui Septimius Severus.

### Regio XIII: Aventinus

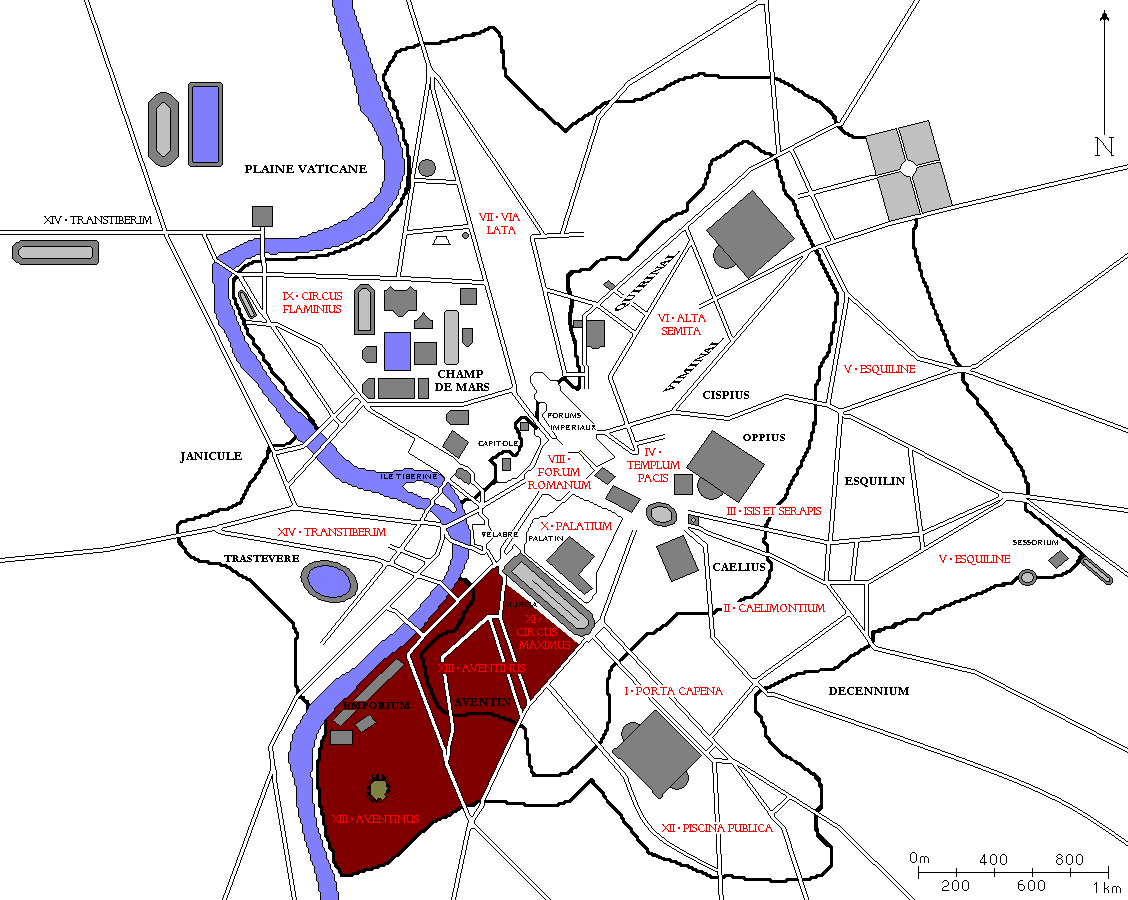
latină : XIII Aventinus

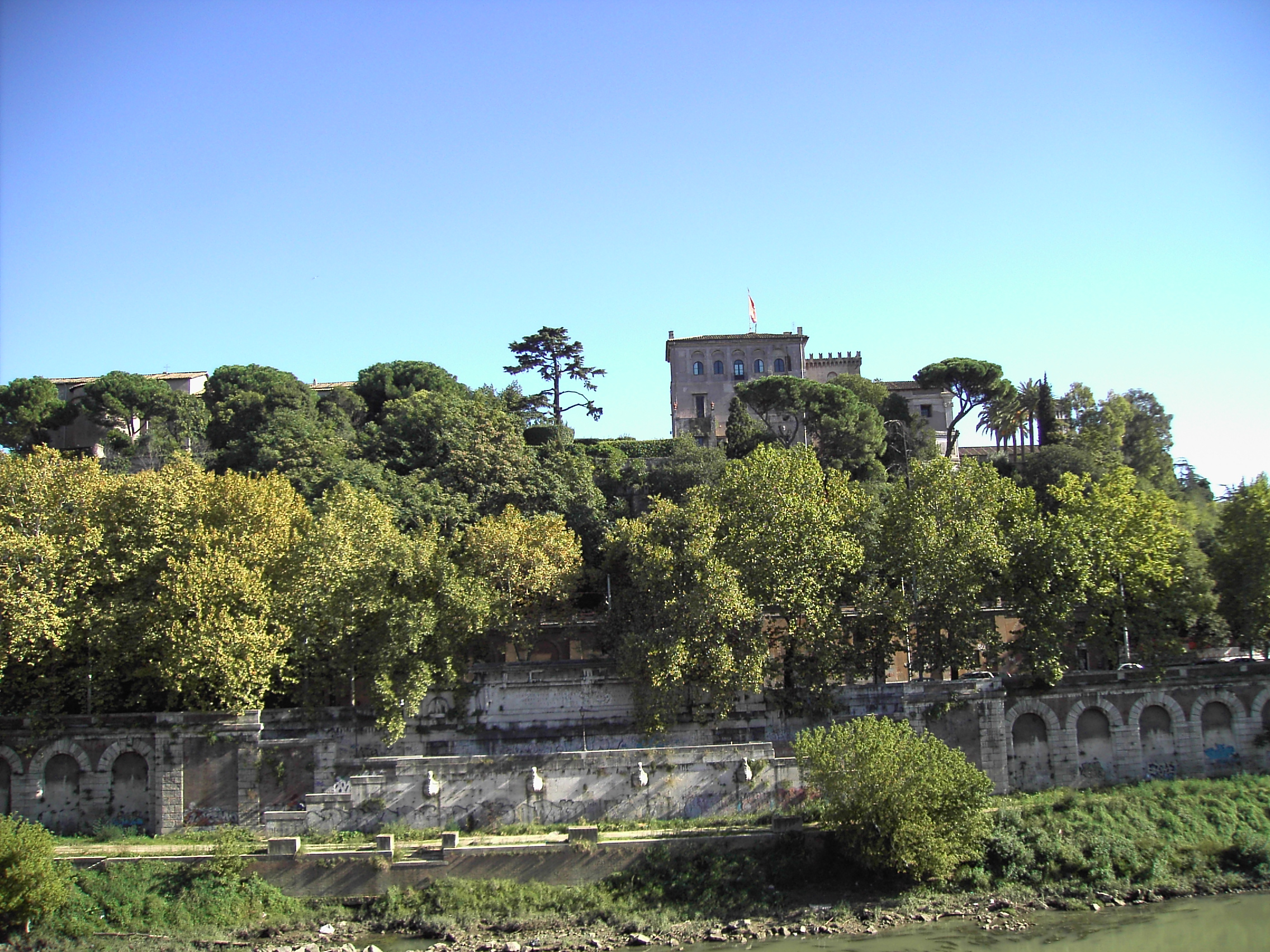
Aventin văzut de pe Tibru

Această regiune se întinde pe întregul Aventin, de unde își trage numele, cuprinzând și portul Romei: Emporium.
Se învecinează cu regiunile XI - Circus Maximus la nord și XII - Piscina Publica la est și conție muntele Testaceus.

### Regio XIIII (XIV[7]): Transtiberim

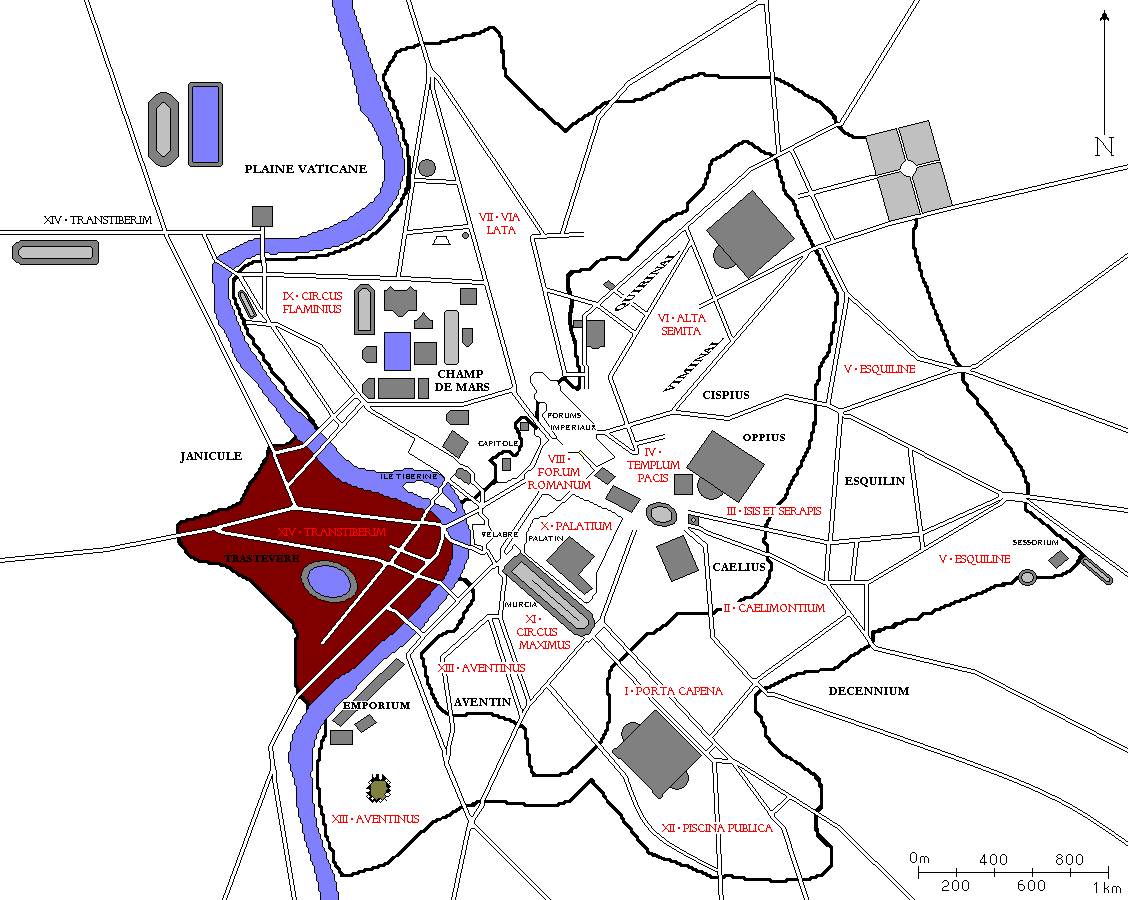
latină : XIV Transtiberim

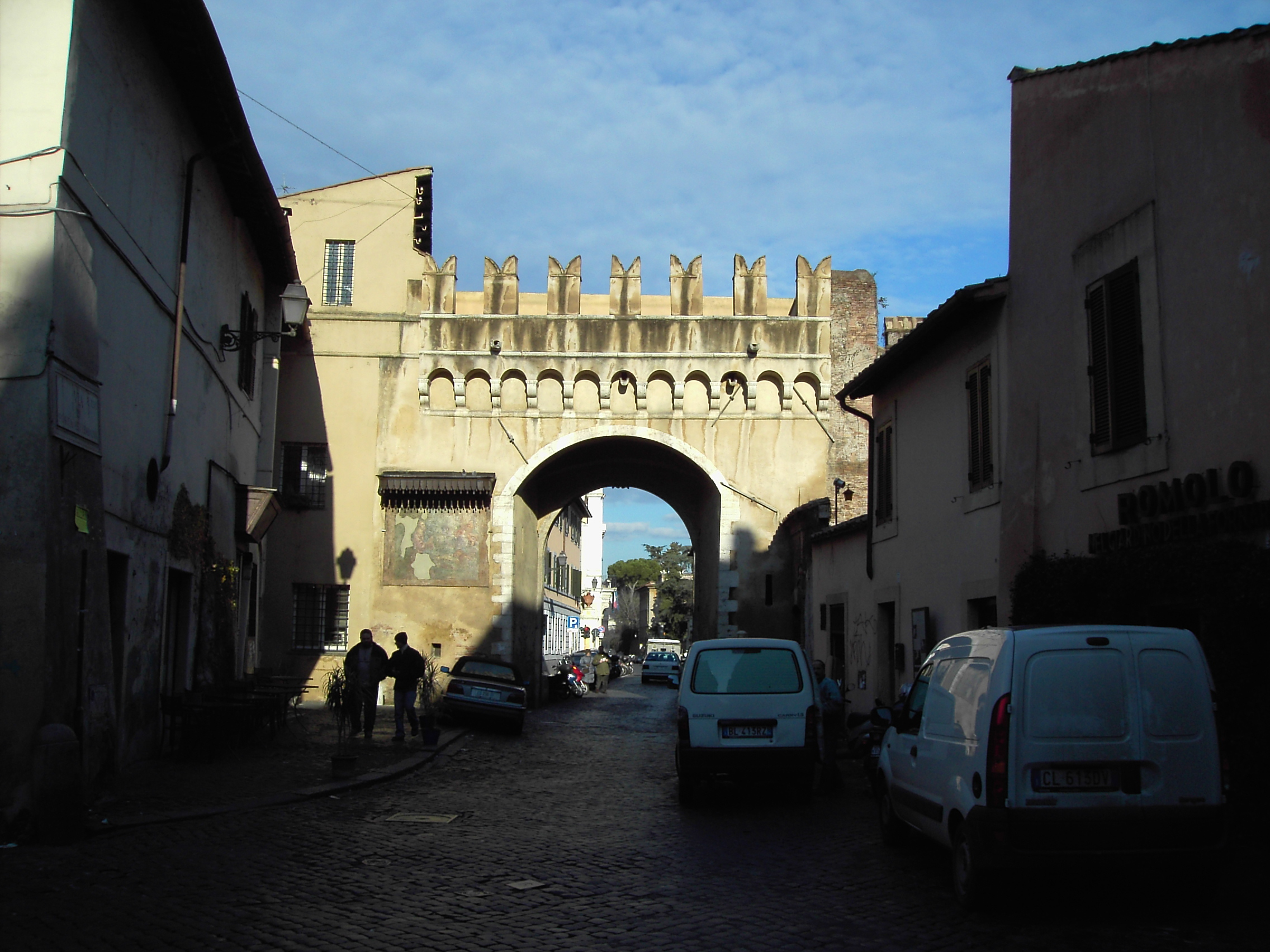
Porta Septimiana a zidului lui Aurelian

Numele acestei regiuni romane semnifică « dincolo de Tibru », adică de cealaltă parte a Tibrului, Trastevere de astăzi.
Regiunea cuprinde întreaga zonă a Romei aflată de partea cealaltă a Tibrului, dar în interiorul zidului lui Aurelian.
Naumahia lui Augustus este unul dintre monumentele acestei regiuni.